# Ayaklı, Viranşehir
Ayaklı là một xã thuộc huyện Viranşehir, tỉnh Şanlıurfa, Thổ Nhĩ Kỳ. Dân số thời điểm năm 2011 là 4.913 người.